# Damian Wierling
Damian Matthias Armin Wierling, född 13 februari 1996 i Essen, är en tysk simmare.
Wierling tävlade i fyra grenar för Tyskland vid olympiska sommarspelen 2016 i Rio de Janeiro. Han tog sig till semifinal på 100 meter frisim och blev utslagen i försöksheatet på 50 meter frisim. Wierling var även en del av Tysklands lag som slutade på 7:e plats på 4 x 100 meter medley och som blev utslagna i försöksheatet på 4 x 100 meter frisim.
Vid olympiska sommarspelen 2020 i Tokyo tävlade Wierling i tre grenar. Individuellt slutade han på 26:e plats och blev utslagen i försöksheatet på 100 meter frisim. Wierling var även en del av Tysklands lag som blev utslagna i försöksheaten på 4×100 meter frisim och 4×100 meter medley, där det blev en 16:e respektive 11:e plats.